# Megamind
 Megamind  (bra: Megamente; prt: Megamind) é um filme de animação, aventura e comédia de super-heróis, dirigido por Tom McGrath, produzido pela DreamWorks Animation e distribuído pela Paramount Pictures.
Foi lançado em 1° de dezembro em Portugal, em 3 de dezembro no Brasil, em 28 de outubro de 2010 na Rússia, enquanto nos Estados Unidos foi lançado em 3D, IMAX 3D e 2D em 5 de novembro de 2010.
Estrelando as vozes de Will Ferrell, Brad Pitt, Jonah Hill, David Cross e Tina Fey.
Um curta-metragem, intitulado Megamind: The Button of Doom, foi lançado em 25 de fevereiro de 2011, nas edições do filme para DVD e Blu-Ray.

## Enredo
Megamente (Will Ferrell) é um extraterrestre azul que foi enviado para a terra depois que seu planeta de origem foi sugado por um buraco negro. Ele chega na fictícia cidade de Metro City, onde acaba sendo criado em uma prisão. O que ele não esperava era que sua experiência traumática na escola o transformaria em um supervilão. Anos depois, Megamente ganhou a reputação de ser o supervilão mais brilhante e inteligente que a terra já conheceu. Juntamente com seu parceiro e amigo de infância Criado (David Cross), ao longo dos anos ele tentou conquistar Metro City em todos os sentidos imagináveis. Cada tentativa, no entanto, foi um fracasso colossal graças ao seu maior inimigo de infância, o super-herói e também extraterrestre meta-humano Metro Man (Brad Pitt), o qual chegou à Terra ainda durante a sua infância do mesmo jeito que o próprio Megamente. Parecia que a derrota jamais iria terminar até o dia em que o alienígena azul realmente o mata no meio de um de seus planos mal-planejados. Isso acaba deixando Metro City em apuros e muita gente preocupada, em especial a jornalista Rosane Rocha (Tina Fey), que sempre acreditava no poder de Metro Man.
Apesar de ter derrotado seu inimigo, Megamente de repente percebe que ele não tem nenhuma finalidade sozinho, assim tornando-se um supervilão sem um super-herói para combater com ele. Ele vê que alcançar a ambição de sua vida foi a pior coisa que já lhe aconteceu. Ele então decide recriar a história, e tenta fazer de tudo para que consiga uma nova rivalidade.

## Elenco e personagens
Personagens principais
- Will Ferrell como Megamente (Megamind no original), extraterrestre de cor azul, é um  supervilão com grande inteligência, mas que falha em todos os planos para deter o rival Metro Man e tomar a cidade de Metro City. Ao longo do filme, ele vai se tornando um super-herói.  O personagem é uma paródia de Lex Luthor e Brainiac, enquanto seu personagem "Pai Espacial" é uma paródia tanto de Jor-El, do filme Superman, quanto de Vito Corleone, de O Poderoso Chefão, ambos interpretados por Marlon Brando.[4] O comentário do DVD observa que seu traje e carisma são propositadamente inspirados em Darth Vader.
- Tina Fey como Rosane "Rose" Rocha (Roxanne "Roxie" Ritchie no original), uma repórter de TV local, que é "namorada" de Metro Man e se torna o interesse amoroso de Megamente. Ela é uma paródia de Lois Lane.[5]
- Jonah Hill como Hal Stewart / Titan. É o cameraman nerd, insistente, infeliz e atrapalhado de Rosane Rocha, que nutre sentimentos não correspondidos e obsessivos por ela. Mais tarde, ele se torna um vilão chamado Titan. O nome Hal Stewart refere-se a Hal Jordan e John Stewart da Tropa dos Lanternas Verdes.[6]
- David Cross como Criado (Minion no original), é um peixe falante sapiente, assistente e melhor amigo de Megamente desde a época que os dois chegaram a Terra. Seu traje é inspirado no Robot Monster.
- Brad Pitt como Metro Man, defensor de Metro City, "namorado" de Rosane Rocha e rival de Megamente desde a infância. Ele é uma paródia do Superman.[5]  O comentário do DVD observa que seu traje e carisma lembram Elvis Presley.
- Ben Stiller como Bernard, curador de museu que Megamente representa para conquistar o afeto de Rosane.
- J. K. Simmons como Diretor, o chefe da Prisão de Metro City, com quem Megamente tem alguns conflitos.
- Jack Blessing como o apresentador de notícias
- Justin Theroux como o pai de Megamente
- Jessica Schulte como a mãe de Megamente

## Elenco de vozes
| Personagem                                               | Voz original    | Voz no Brasil                             | Voz em Portugal      |
| -------------------------------------------------------- | --------------- | ----------------------------------------- | -------------------- |
| Megamente                                                | Will Ferrell    | Cláudio Galvan Guilherme Briggs (Trailer) | Pepê Rapazote        |
| Rosane "Rose" Rocha (no original Roxanne "Roxie" Ritchi) | Tina Fey        | Mabel Cezar                               | Catarina Wallenstein |
| Criado (no original Minion)                              | David Cross     | Mckeidy Lisita                            | Jorge Mourato        |
| Hal Stewart/Titã                                         | Jonah Hill      | Paulo Mathias Jr.                         | Pedro Granger        |
| Metro Man                                                | Brad Pitt       | Thiago Lacerda Ricardo Schnetzer(Trailer) | Marco d'Almeida      |
| Bernard                                                  | Ben Stiller     | Jorge Lucas                               |                      |
| Diretor da Prisão                                        | J. K. Simmons   | Luiz Carlos Persy                         | José Nobre           |
| Prefeito do Metro City                                   | Stephen Kearin  | Márcio Simões                             |                      |
| Pai do Megamente                                         | Justin Theroux  | José Santanna                             |                      |
| Mãe do Megamente                                         | Jéssica Schulte | Marlene Costa                             |                      |

Vozes adicionais no Brasil: Dário de Castro, Alexandre Moreno, Marcelo Garcia, Márcia Coutinho.
Vozes adicionais em Portugal: Afonso Lopes, Cláudia Cadima, José Neves.
Direção de dublagem: Marlene Costa (Brasil), Cláudia Cadima (Portugal).
Estúdios: Double Sound (Brasil), On Air (Portugal).

## Trilha sonora
1. "Back In Black" - AC/DC
2. "Crazy Train" - Ozzy Osbourne
3. "A Little Less Conversation" - Elvis Presley (Junkie XL Remix)
4. "Welcome To The Jungle" - Guns n Roses
5. "Bad" - Michael Jackson
6. "Highway To Hell - AC/DC
7. "Alone Again (Naturally)" - Gilbert O'Sullivan
8. "Lovin' You" - Minnie Riperton
9. "Bad to the Bone" - George Thorogood and the Destroyers

## Produção
O nome original do filme seria "Master Mind". Entretanto, este nome já estava registrado pelos criadores de um programa de TV homônimo dos anos 70. Pensou-se que o filme poderia ser chamado "Oobermind", uma brincadeira com "übermind", que significa mente grande. Entretanto, devido à sonoridade do título, ele foi descartado e o título "Megamind" foi escolhido.

## Crítica
No site agregador de críticas Rotten Tomatoes, 73% das 173 resenhas dos críticos são positivas. O consenso diz que o filme "regurgita pontos da trama de esforços anteriores da animação, e não é tão engraçada como deveria ser, mas um elenco de voz do alto da padrão e visuais fortes ajudam a tornar Megamind agradável, embora não seja uma diversão espetacular".

## Video games
Vários de videogame tie-ins publicados pela THQ foram lançados em 02 de novembro de 2010, para coincidir com o lançamento do filme.As versões para Xbox 360 e PlayStation 3 receberam o nome de "Megamind: Ultimate Showdown", enquanto a versão Wii é intitulada Megamind: Mega Team Unite" e as versões para PlayStation Portable e Nintendo DS são chamadas de The Blue Defender. Todas as três versões do jogo foram classificados E10 pela Entertainment Software Rating Board.

## Histórias em quadrinhos
DreamWorks Animation e Wildstorm publicaram uma revista em quadrinhos intitulada The Reign of Megamind, que foi lançado em julho de 2010 exclusivamente na convenção Comic-Con. A versão completa da história em quadrinhos também está disponível no site do filme.
Ape Entertainment lançou sob o selo Kizoic, uma quadrinização do filme em cinco edições. Um prequel de 52 páginas intitulado "MEGAMIND: Reign of Megamind", foi lançado em outubro de 2010. Ele apresenta duas histórias intitulado "The Reign of Megamind" e "MINION 2.0". As histórias mostram os maiores fracassos de Megamente e Criado na tentativa de derrotar Metro Man. Em 2010 e 2011, foi lançada uma minissérie em quatro edições de 32 páginas. A primeira edição traz a história "Can I Have This Dance", a segunda, "Bad Minion! Ruim!",a terceira"Megamutt"  e a quarta,  "A Sidekick's Sidekick".